# دیکمبه موتومبو
دیکمبه موتومبو (به انگلیسی: Dikembe Mutombo; ۲۵ ژوئن ۱۹۶۶ – ۳۰ سپتامبر ۲۰۲۴) یک بازیکن بسکتبال اهل جمهوری دموکراتیک کنگو بود. او برای باشگاه‌های بروکلین نتس، آتلانتا هاوکس، نیویورک نیکس، و هیوستون راکتس بازی کرده بود.

## درگذشت
در ۱۵ اکتبر ۲۰۲۲، موتومبو اعلام کرد که تحت درمان برای تومور مغزی است. او در ۳۰ سپتامبر ۲۰۲۴ در سن ۵۸ سالگی در آتلانتا بر اثر سرطان مغز در کنار خانواده‌اش درگذشت.